# Hemeroblemma trifinis
Hemeroblemma trifinis là một loài bướm đêm trong họ Erebidae.